# Hermann Römpp
Hermann Römpp (* 18. Februar 1901 in Weiden, ehemals Kreis Horb am Neckar, heute zu Dornhan bei Sulz am Neckar; † 27. April 1964 ebenda) war ein deutscher Chemiker, Lehrer und wissenschaftlicher Autor.

## Leben
Römpp war der Sohn des Wagnermeisters und Landwirts Christian Römpp und seiner Ehefrau Dorothea. Er studierte von 1922 bis 1926 Naturwissenschaften mit dem Schwerpunkt Botanik an der Universität Tübingen, wurde dort mit einer botanischen Arbeit zum Dr. rer. nat. promoviert und legte sein Staatsexamen für das Lehramt ab. Er begann seine Laufbahn als Studienassessor und wurde 1941 Studienrat. Bis 1945 war er an Ludwigsburger Oberschulen und Gymnasien als Chemielehrer tätig. Während dieser Zeit verfasste er zahlreiche populärwissenschaftliche Aufsätze, die meist in der Zeitschrift „Kosmos“ erschienen.
1934 wurde Römpp Mitglied im Nationalsozialistischen Lehrerbund und veröffentlichte seine Vererbungslehre und Rassenkunde für Jedermann. Der „Fachschulleiter für Rassenkunde an höheren Schulen“ setzte in dieser Schrift Rasse und Chemie in Beziehung, um nachzuweisen, „daß die Chemie im wesentlichen eine von nordrassisch bestimmten Völkern entwickelte Wissenschaft“ sei.
1938 kam sein Buch Chemische Zaubertränke heraus, das die Chemie und Wirkungsweise von Rausch- und Betäubungsmitteln, Pflanzengiften, Alkohol und Nikotin, Lösungsmitteln und Schlafmitteln beschrieb. Nachdem bereits 130.000 Exemplare verkauft waren, wurde das Buch nach einem vom Propagandaministerium erlassenen Verbot vom Markt genommen.
Bereits 1938 hatte Römpp den Plan entwickelt, ein deutschsprachiges Chemielexikon zu verfassen. 1943 wurde dazu ein Vertrag zwischen Römpp und der Franckh’schen Verlagsbuchhandlung unterschrieben. Römpp begann noch während des Zweiten Weltkrieges mit der Arbeit an dem Chemielexikon. Nach dem Krieg wurde er 1946 als „nicht belastet“ eingestuft und arbeitete danach als freier Schriftsteller.
1947 erschien das Chemie-Lexikon bei der Franckh’schen Verlagshandlung in Einzellieferungen mit einer Auflage von 5000 Stück zu jeweils rund 80 Seiten, die im folgenden Jahr mit der ersten vollständigen Ausgabe in einem Band abgeschlossen waren. Die erste Auflage enthielt 7700 Stichworte, zusammen mit Firmen- und Markennamen über 10.000 Schlagwörter. Hermann Römpp arbeitete stets daran, sein Lexikon auf dem neuesten Stand zu halten und so erschien 1950 die zweite, überarbeitete und erweiterte Ausgabe, diesmal in zwei Bänden. Auch die folgenden Auflagen erschienen unter seiner Autorenschaft. Bis zur 5. Auflage 1962 war die Zahl der Stichworte auf 28.850 angewachsen.
Hermann Römpps kleines, unter dem Pseudonym Dr. Helmut Schmid im Jahre 1946 als Kosmos-Heft veröffentlichte „Lebensgeschichte eines Kohlenstoffatoms“ weist so genaue Parallelen zum Kapitel Kohlenstoff von Primo Levis Buch Das periodische System auf, dass davon ausgegangen werden kann, dass Levi den Text gekannt hat.
Seine populären Bücher „Organische Chemie im Probierglas“ und „Chemie des Alltags“ waren bereits während des Krieges Bestseller und wurden ins Spanische, Holländische und Tschechische übersetzt. Beide Bände wurden vom Kosmos Verlag immer wieder neu aufgelegt und unter Leitung von Hermann Raaf aktualisiert. Durch Experimente und mit Hintergrundwissen zur Chemie erhielten Schüler aufschlussreiche Kenntnisse zur Bedeutung der chemischen Stoffe. Bis 1980 wurden über 100.000 Exemplare je Band aufgelegt.
1961 verlieh Kurt Georg Kiesinger, der Ministerpräsident des Landes Baden-Württemberg, Römpp in Anerkennung seiner Verdienste um die Förderung der chemischen Wissenschaften den Professorentitel. Bei Verleihung der Silbernen Wilhelm-Bölsche-Medaille des Kosmos-Verlags 1964 ließ sich Römpp – verärgert über die Vergabe der Goldenen Wilhelm-Bölsche-Medaille an Bernhard Grzimek – wegen Krankheit entschuldigen.
Nach einem langwierigen Leberleiden verstarb er im April 1964 an einem Herzinfarkt, noch während der Arbeiten zur 6. Auflage des Chemie-Lexikons. Seine Werke wurden nach seinem Tod zumeist von Hermann Raaf, Erhard Ühlein oder Josef Schurz neubearbeitet.

## Veröffentlichungen
- Isotope, 1962 (Reihe Kosmos-Bibliothek).
- Unser täglich Brot. Ernährungskunde für Jedermann, 1959.
- Wuchsstoffe, 1958 (Reihe Kosmos-Bibliothek).
- Spurenelemente, 1954 (Reihe Kosmos-Bibliothek).
- Chemie der Zukunft, 1950 (Reihe Kosmos-Bibliothek).
- Die Wunderwelt der Atome, 1949.
- Atom-Lexikon, 1949.
- Die Zukunft der Erde und des Menschen, 1948 (Reihe Kosmos-Bibliothek).
- Anorganische Chemie, 1948.
- Chemie-Lexikon. Stuttgart 1947; 2. Auflage in 2 Bänden ebenda 1950; 4. Auflage ebenda 1958; 5. Auflage 1962; später: Römpp Lexikon Chemie.
- Lebensgeschichte eines Kohlenstoffatoms, 1946 (Reihe Kosmos-Bibliothek, veröffentlicht unter dem Pseudonym „Dr. Helmut Schmid“).
- Sauerstoff in Natur und Technik, 1942 (Reihe Kosmos-Bibliothek).
- Chemie der Metalle, 1941.
- Organische Chemie im Probierglas, 1940.
- Chemische Zaubertränke, 1939.
- Chemische Experimente, die gelingen, 1939.
- Chemische Fundgrube, 1939.
- Rezeptbuch des Alltags, 1937.
- Chemie des Alltags. Praktische Chemie für Jedermann, 1936.
- Vererbungslehre und Rassenkunde für Jedermann, 1933.
- Lebenserscheinungen, 1933.
- Die Verwandtschaftsverhältnisse in der Gattung Veronica. Dissertation. Tübingen 1928.